# Tribunal de Ética Gubernamental de El Salvador

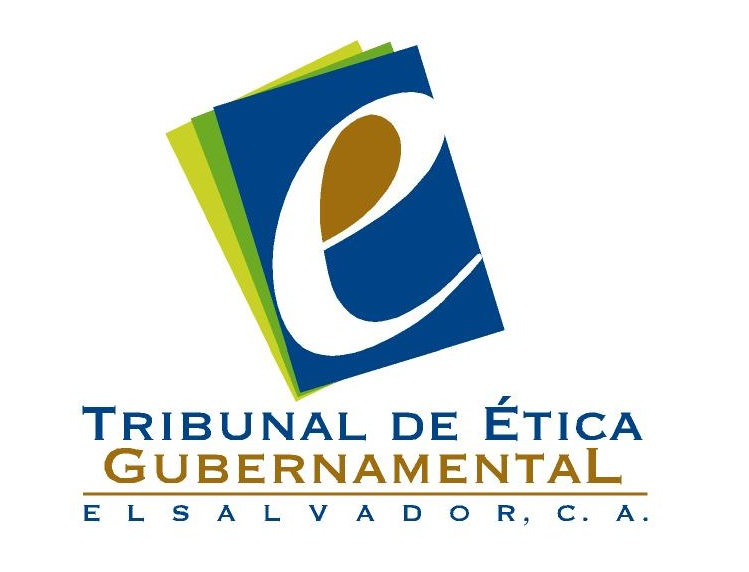
Institución rectora de la ética pública en El Salvador

Tribunal de Ética Gubernamental es una institución pública salvadoreña encargada de velar por el cumplimiento de la Ley de Ética Gubernamental.

## Creación y Finalidad
En 27 de abril del año 2006, diputados de la Asamblea Legislativa hacen efectiva la creación de un tribunal de Ética Gubernamental en El Salvador, y su respectiva promulgación legisladora, que entró en vigor el 1 de julio del mismo año. Dicho ente rector se enfoca en los principios establecido en septiembre del año 2014 en el marco de la Convención Internacional contra la delincuencia organizada transacional de la Coordinación Asesora para los Respetos de los Derechos de las Personas en la Administración del Estado (OIRS) bajo la tutela de la Organización de las Naciones Unidas (ONU).
La naturaleza de la institución como tal se establecen el en artículo 10 de dicha ley, en el que se estipula la creación de la misma denominada "Tribunal, como una institución de derecho público con personalidad jurídica y patrimonio propio, con autonomía en lo técnico, administrativo y presupuestario para el ejercicio de las funciones y atribuciones que señala esta Ley".

## Objetivo
El Tribunal de Ética Gubernamental según el artículo 1 de la Ley homónima que le rige, tiene por objeto "normar y promover el desempeño ético en la función pública del Estado y del Municipio, prevenir y detectar las prácticas corruptas y sancionar los actos contrarios a los deberes y las prohibiciones éticas establecidas en la misma." 

## Normas Éticas
La actuación de las personas sujetas a esta Ley deberá regirse por 
los siguientes principios de la ética pública: 
a) Supremacía del Interés Público: Anteponer siempre el interés público sobre el interés privado.
b) Probidad: Actuar con integridad, rectitud y honradez. 
c) Igualdad: Tratar a todas las personas por igual en condiciones similares.  
d) Imparcialidad: Proceder con objetividad en el ejercicio de la función pública.
e) Justicia: Dar a cada quien lo que le corresponde, según derecho y razón.
f) Transparencia: Actuar de manera accesible para que toda persona natural o jurídica, que tenga interés legítimo, pueda conocer si las actuaciones del servidor público son apegadas a la ley, a la eficiencia, a la eficacia y a la responsabilidad.
g) Responsabilidad: Cumplir con diligencia las obligaciones del cargo o empleo público.
h) Legalidad: Actuar con apego a la  Constitución y a las leyes dentro del marco de sus 
atribuciones.
i) Lealtad: Actuar con fidelidad a los fines del Estado y a los de la institución en que se desempeña.
j) Decoro: Guardar las reglas de urbanidad, respeto y buena educación en el ejercicio de 
la función pública. 
k) Eficiencia: Cumplir los objetivos institucionales al menor costo posible. 
l) Eficacia: Utilizar los recursos del Estado de manera adecuada para el cumplimiento de 
los fines institucionales. 
m) Rendición de cuentas: Rendir cuentas de la gestión pública a la autoridad competente y al público.

## Deberes Éticos
Toda persona sujeta a esta Ley debe cumplir los siguientes deberes éticos:
a) Utilizar los bienes, fondos, recursos públicos o servicios contratados 
únicamente para el cumplimiento de los fines institucionales para los cuales 
están destinados.
b) Denunciar ante el Tribunal de Ética Gubernamental o ante la Comisión de 
Ética Gubernamental respectiva, las supuestas violaciones a los deberes o 
prohibiciones éticas contenidas en esta Ley, de las que tuviere conocimiento 
en el ejercicio de su función pública.
c) Excusarse de intervenir o participar en asuntos en los cuales él, su cónyuge, 
conviviente, parientes dentro del cuarto grado de consanguinidad o segundo 
de afinidad o socio, tengan algún conflicto de interés. 